# Strade Bianche 2022
La 16.ª edición de la clásica ciclista Strade Bianche  fue una carrera en Italia que se celebró el 5 de marzo de 2022 sobre un recorrido de 184 kilómetros con inicio y final en la ciudad de Siena, Italia.
La carrera formó parte del UCI WorldTour 2022, calendario ciclístico de máximo nivel mundial, siendo la tercera carrera de dicho circuito y fue ganada por el esloveno Tadej Pogačar del UAE Emirates. Completaron el podio, como segundo y tercer clasificado respectivamente, el español Alejandro Valverde del Movistar y el danés Kasper Asgreen del Quick-Step Alpha Vinyl.

## Recorrido
La carrera comenzó y terminó en la ciudad de Siena, realizados en su totalidad en el sur de la provincia de Siena, en la Toscana. La carrera es especialmente conocido por sus caminos de tierra blanca (strade bianche o sterrati).
En cuanto al recorrido de la edición de 2022, apenas hubo diferencias en los primeros kilómetros respecto a la prueba de 2021, donde se incluyeron 11 sectores y 63 kilómetros de tramos de tierra, un 34% de la prueba, un porcentaje realmente llamativo en una carrera que se disputó sobre una distancia total de 184 kilómetros.
La carrera terminó como en años anteriores en la famosa Piazza del Campo de Siena, después de una estrecha ascensión adoquinada en la Via Santa Caterina, en el corazón de la ciudad medieval, con tramos de hasta el 16% de pendiente máxima.
Sectores de caminos de tierra:
| Número | Nombre                | Km    | Longitud (m) | Categoría         |
| ------ | --------------------- | ----- | ------------ | ----------------- |
| 1      | Vidritta              | 11    | 2100         | *                 |
| 2      | Bagnaia               | 23    | 5800         | *                 |
| 3      | Radi                  | 36,9  | 4400         | * · * · *         |
| 4      | La Piana              | 47,6  | 5500         | *                 |
| 5      | Lucignano d'Asso      | 73,7  | 11 900       | * · * · *         |
| 6      | Pieve a Salti         | 90    | 8000         | * · * · * · *     |
| 7      | San Martino in Grania | 111,3 | 9500         | * · * · *         |
| 8      | Monte Sante Marie     | 130   | 11 500       | * · * · * · * · * |
| 9      | Monteaperti           | 149,8 | 800          | *                 |
| 10     | Colle Pinzuto         | 161,2 | 2400         | * · * · * · *     |
| 11     | Le Tolfe              | 172,1 | 1100         | * · * · *         |

## Equipos participantes
Tomaron parte en la carrera 22 equipos: 17 de categoría UCI WorldTeam y 5 de categoría UCI ProTeam. Formaron así un pelotón de 149 ciclistas de los que acabaron 87. Los equipos participantes fueron:
| WorldTeams (17)- Team DSM - Trek-Segafredo - Israel-Premier Tech - Bora-Hansgrohe - Quick-Step Alpha Vinyl - Bahrain Victorious - BikeExchange-Jayco - Intermarché-Wanty-Gobert Matériaux - UAE Team Emirates - Jumbo-Visma - Astana Qazaqstan Team - EF Education-EasyPost - AG2R Citroën Team - Groupama-FDJ - Ineos Grenadiers - Lotto-Soudal - Movistar Team ProTeams (5)- Alpecin-Fenix - Bardiani-CSF-Faizanè - Eolo-Kometa - Drone Hopper-Androni Giocattoli - Arkéa-Samsic |
| |

## Clasificación final
- La clasificación finalizó de la siguiente forma:[3]

### Clasificación general
| \| Clasificación general \| Clasificación general \| Clasificación general \| Clasificación general \| Clasificación general \| \| Ciclista \| Ciclista \| Equipo \| Tiempo \| \| \| --------------------- \| --------------------- \| ---------------------------------- \| --------------------- \| --------------------- \| \| 1.º \| Tadej Pogačar \| UAE Team Emirates \| 4 h 47 min 49 s \| \| \| 2.º \| Alejandro Valverde \| Movistar Team \| + 37 s \| \| \| 3.º \| Kasper Asgreen \| Quick-Step Alpha Vinyl \| + 46 s \| \| \| 4.º \| Attila Valter \| Groupama-FDJ \| + 1 min 07 s \| \| \| 5.º \| Pello Bilbao \| Bahrain Victorious \| + 1 min 09 s \| \| \| 6.º \| Jhonatan Narváez \| Ineos Grenadiers \| + 1 min 09 s \| \| \| 7.º \| Quinn Simmons \| Trek-Segafredo \| + 1 min 21 s \| \| \| 8.º \| Tim Wellens \| Lotto-Soudal \| + 1 min 25 s \| \| \| 9.º \| Simone Petilli \| Intermarché-Wanty-Gobert Matériaux \| + 1 min 35 s \| \| \| 10.º \| Sergio Higuita \| Bora-Hansgrohe \| + 1 min 53 s \| \| \| 11.º \| Michael Valgren \| EF Education-EasyPost \| + 1 min 56 s \| \| \| 12.º \| Floris De Tier \| Alpecin-Fenix \| + 1 min 57 s \| \| \| 13.º \| Lorenzo Rota \| Intermarché-Wanty-Gobert Matériaux \| + 1 min 57 s \| \| \| 14.º \| Sébastien Reichenbach \| Groupama-FDJ \| + 1 min 57 s \| \| \| 15.º \| Ruben Guerreiro \| EF Education-EasyPost \| + 1 min 57 s \| \| \| 16.º \| Toms Skujiņš \| Trek-Segafredo \| + 2 min 00 s \| \| \| 17.º \| Andrea Vendrame \| AG2R Citroën Team \| + 2 min 02 s \| \| \| 18.º \| Jai Hindley \| Bora-Hansgrohe \| + 2 min 03 s \| \| \| 19.º \| Filippo Zana \| Bardiani CSF Faizanè \| + 2 min 05 s \| \| \| 20.º \| Carlos Rodríguez \| Ineos Grenadiers \| + 2 min 07 s \| \| |                       |                                    |                 |
| |                       |                                    |                 |
| Fuente: ProCyclingStats |                       |                                    |                 |
| Clasificación general |                       |                                    |                 |
| Ciclista | Ciclista              | Equipo                             | Tiempo          |
| 1.º | Tadej Pogačar         | UAE Team Emirates                  | 4 h 47 min 49 s |
| 2.º | Alejandro Valverde    | Movistar Team                      | + 37 s          |
| 3.º | Kasper Asgreen        | Quick-Step Alpha Vinyl             | + 46 s          |
| 4.º | Attila Valter         | Groupama-FDJ                       | + 1 min 07 s    |
| 5.º | Pello Bilbao          | Bahrain Victorious                 | + 1 min 09 s    |
| 6.º | Jhonatan Narváez      | Ineos Grenadiers                   | + 1 min 09 s    |
| 7.º | Quinn Simmons         | Trek-Segafredo                     | + 1 min 21 s    |
| 8.º | Tim Wellens           | Lotto-Soudal                       | + 1 min 25 s    |
| 9.º | Simone Petilli        | Intermarché-Wanty-Gobert Matériaux | + 1 min 35 s    |
| 10.º | Sergio Higuita        | Bora-Hansgrohe                     | + 1 min 53 s    |
| 11.º | Michael Valgren       | EF Education-EasyPost              | + 1 min 56 s    |
| 12.º | Floris De Tier        | Alpecin-Fenix                      | + 1 min 57 s    |
| 13.º | Lorenzo Rota          | Intermarché-Wanty-Gobert Matériaux | + 1 min 57 s    |
| 14.º | Sébastien Reichenbach | Groupama-FDJ                       | + 1 min 57 s    |
| 15.º | Ruben Guerreiro       | EF Education-EasyPost              | + 1 min 57 s    |
| 16.º | Toms Skujiņš          | Trek-Segafredo                     | + 2 min 00 s    |
| 17.º | Andrea Vendrame       | AG2R Citroën Team                  | + 2 min 02 s    |
| 18.º | Jai Hindley           | Bora-Hansgrohe                     | + 2 min 03 s    |
| 19.º | Filippo Zana          | Bardiani CSF Faizanè               | + 2 min 05 s    |
| 20.º | Carlos Rodríguez      | Ineos Grenadiers                   | + 2 min 07 s    |

## Ciclistas participantes y posiciones finales
Convenciones:
- AB: Abandono
- FLT: Retiro por llegada fuera del límite de tiempo
- NTS: No tomó la salida
- DES: Descalificado o expulsado

## UCI World Ranking
La Strade Bianche otorgó puntos para el UCI World Ranking para corredores de los equipos en las categorías UCI WorldTeam, UCI ProTeam y Continental. Las siguientes tablas son el baremo de puntuación y los diez corredores que obtuvieron más puntos:
| Posición   | 1.º | 2.º | 3.º | 4.º | 5.º | 6.º | 7.º | 8.º | 9.º | 10.º | 11.º | 12.º | 13.º | 14.º | 15.º-20.º | 21.º-30.º | 31.º-50.º | 51.º-55.º | 56.º-60.º |
| Puntuación | 300 | 250 | 215 | 175 | 120 | 115 | 95  | 75  | 60  | 50   | 40   | 35   | 30   | 25   | 20        | 12        | 5         | 2         | 1         |

| Clasificación |                    |                                    |        |
| Posición      | Ciclista           | Equipo                             | Puntos |
| ------------- | ------------------ | ---------------------------------- | ------ |
| 1.º           | Tadej Pogačar      | UAE Emirates                       | 300    |
| 2.º           | Alejandro Valverde | Movistar                           | 250    |
| 3.º           | Kasper Asgreen     | Quick-Step Alpha Vinyl             | 215    |
| 4.º           | Attila Valter      | Groupama-FDJ                       | 175    |
| 5.º           | Pello Bilbao       | Bahrain Victorious                 | 120    |
| 6.º           | Jhonatan Narváez   | INEOS Grenadiers                   | 115    |
| 7.º           | Quinn Simmons      | Trek-Segafredo                     | 95     |
| 8.º           | Tim Wellens        | Lotto Soudal                       | 75     |
| 9.º           | Simone Petilli     | Intermarché-Wanty-Gobert Matériaux | 60     |
| 10.º          | Sergio Higuita     | Bora-Hansgrohe                     | 50     |